# Komora
Komora is een plaats in de gemeente Dvor in de Kroatische provincie Sisak-Moslavina. De plaats telt 26 inwoners (2001).